# 레나토 차카렐리
레나토 차카렐리(이탈리아어: Renato Zaccarelli reˈnaːto ddzakkaˈrɛlli[*], 1951년 1월 18일, 마르케 주 안코나 ~)는 이탈리아의 전 프로 축구 선수이자 감독으로, 현역 시절 미드필더로 활약했다.

## 클럽 경력

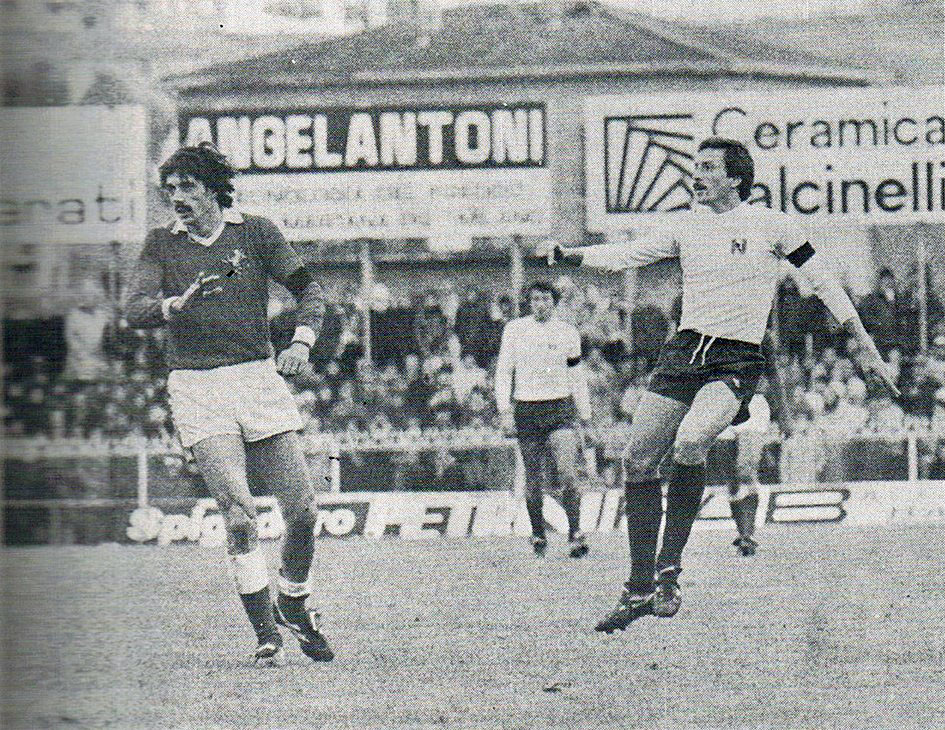
1976년, 페루자와의 원정 경기 현장에서 전 동료 알도 아그로피를 상대하는 차카렐리(우측)

조르조 페리니와 파올로 풀리치에 이어 레나토 차카렐리는 토리노 역사상 세리에 A 최다 출전 3위에 오른 선수이다. 그는 안코나의 유소년부인 유니오르 안코나(Junior Ancona)에서 축구를 했는데, 이 구단은 유서 깊은 도리아의 발레미아노를 연고로 하는 구단이었다. 그는 15세에 토리노 유소년부에 입단하였고, 이후 세리에 B의 카타니아와 노바라에서 경험을 쌓고 1973년에 엘라스 베로나 소속으로 세리에 A 신고식을 치렀다. 그는 1974년 여름에 토리노로 복귀했다. 에랄도 페치, 클라우디오 살라, 그리고 파트리초 살라와 힘을 합치면서, 토리노는 막강한 중원을 구축했다. 그는 1975-76 시즌에 토리노 소속으로 방패(Scudetto)를 달았다.
그는 1986-87 시즌을 끝으로 갈색 군단(Granata)과의 동행을 마쳤고, 그 시점에 모든 대회 통틀어 413번의 경기에 출전해 21골을 넣었다.

## 국가대표팀 경력
차카렐리는 5년 동안 이탈리아 국가대표팀 일원으로 25경기 출전해 2골을 넣었다. 그는 아르헨티나에서 열린 1978년 월드컵에 참가해 이탈리아의 4위에 일조했다. 그는 잔카를로 안토뇨니를 대신할 후보 선수로 대기했는데, 5번의 경기에 출전해 1골도 넣었다. 이 경기는 2-1로 역전승을 거둔 프랑스와의 첫 경기였다.

## 경기 방식
차카렐리는 전형적인 전방 플레이메이커로, 우아하고, 실용적이며, 꾸준한 미드필더의 해결사였다. 말년에 들어, 그는 후방으로 배치되어 최후방 수비수로서 중원을 지원했다. 이 역할을 맡아, 제2의 경력을 시작한 그는 1986년에 1985-86 시즌 최우수 선수로서 구에린 금상을 받게 했다.

## 감독 경력
축구화를 벗은 후, 차카렐리는 감독이 되었으며, 행정일도 맡았다. 그는 로베르토 고베아니 회장의 임기로, 잔마르코 칼레리가 경역 총책을 맡던 시기에 토리노의 단장을 맡았다. 1992-93 시즌, 그는 알레산드리아의 단장으로 임명되었다.
그는 이탈리아의 U-21 국가대표팀 2군을 한때 맡았었고, 이탈리아 U-21 국가대표팀 수석 코치도 맡았다. 2002년, 그는 토리노에 유소년부 총책임자로 복귀했고, 2003년에는 산드로 마촐라의 바통을 이어받아 총 책임자를 맡았다. 그는 이후 2002-03 시즌에 렌초 울리비에리의 후임 토리노 감독을 맡았고, 2004-05 시즌 세리에 B 때에 에치오 로시의 후임으로 승격 플레이오프전을 치르기 전 1번 더 맡았고, 페루자와의 결선에서 승리했다. 후자의 경우 구단의 운명을 좌우했다: 축구단 감사회(COVISOC)의 결정으로 세리에 A 승격에 실패하여 토리노는 페트루치 조례에 따라 우르바노 카이로의 결정으로 세리에 B에 남게 되었다. 2005-06 시즌, 그는 볼로냐의 단장으로 이직했다.

## 수상

### 클럽
토리노
- 세리에 A: 1975–76
- 코파 이탈리아: 1970–71

### 개인
- 구에린 금상: 1986[4]